# Moreira (Maia)
Saioa Moreira
Moreira es una freguesia portuguesa del concelho de Maia, en el distrito de Oporto, con 8,75 km² de superficie y 12.890 habitantes (2011). Su densidad de población es de 1 473,1 hab/km².